# 二硬脂酸羟铝
二硬脂酸羟铝（Aluminium hydroxydistearate），化学式Al(OH)(C17H35COO)2。

## 性质
白色粉末。相对密度1.009。熔点145°C。不溶于水、乙醇和乙醚。溶于芳烃和脂肪烃等溶剂中时形成胶体。低毒。

## 制备
由硬脂酸钠皂液在碱存在下与稀硫酸铝溶液作用，再经洗涤、离心、脱水、再次洗涤和干燥而得。
{\displaystyle \ 4C_{17}H_{35}COONa+2NaOH+Al_{2}(SO_{4})_{3}\rightarrow 2Al(OH)(C_{17}H_{35}COO)_{2}+2Na_{2}SO_{4}}

## 用途
用作塑料润滑剂、金属防锈剂、化妆品乳化剂、油墨和涂料增光增稠剂、建材防水剂等。